# Europese kampioenschappen roeien 2008
De Europese kampioenschappen roeien 2008 werden van woensdag 16 september tot en met zondag 20 september gehouden op de Schinias Olympic Rowing and Canoeing Centre in het Griekse Marathónas. Er werden medailles verdeeld op veertien onderdelen, acht bij de mannen en zes bij de vrouwen.

## Medaillewinnaars

### Mannen
| Bootklasse              | Goud | Goud    | Zilver | Zilver  | Brons | Brons   |
| Skiff M1x               | Griekenland Ioannis Christou | 6:52,96 | Slowakije Lukáš Babač | 6:55,95 | Oekraïne Kostiantyn Zaitsev | 6:57,05 |
| Twee zonder M2-         | Griekenland Georgios Tsiompanidis Pavlos Gavriilidis | 6:29:42 | Servië Goran Jagar Nikola Stojić | 6:31,21 | Frankrijk Jean-David Bernard Laurent Cadot | 6:31,29 |
| Dubbel twee M2x         | Frankrijk Julien Bahain Julien Desprès | 6:16,92 | Estland Vladimir Latin Kaspar Taimsoo | 6:18,40 | Oekraïne Artem Morozov Vitaliy Kryvenko | 6:20,09 |
| Vier zonder M4-         | Griekenland Nikolaos Goudoulas Apostolos Goudoulas Ioannis Tsilis Georgios Tziallas                                                                                       | 5:57,24 | Italië Domenico Montrone Romano Battisti Sergio Canciani Andrea Tranquilli                                                                                        | 6:00,04 | Wit-Rusland Andrei Dzemyanenka Vadzim Lialin Yauheni Nosau Aliaksandr Kazubouski                                                                                  | 6:02,36 |
| Dubbel vier M4x         | Estland Allar Raja Andrei Jämsä Tõnu Endrekson Jüri Jaanson | 5:45,75 | Duitsland Markus Kuffner Tim Bartels Daniel Makowski René Burmeister                                                                                              | 5:47,75 | Oekraïne Serhiy Hryn Volodymyr Pavlovskiy Oleh Lykov Serhiy Biloushchenko                                                                                         | 5:47,86 |
| Acht M8+                | Frankrijk Victor Bordereau Adrien Hardy Pierre-Jean Peltier Jean-Baptiste Macquet Frédéric Doucet Benjamin Rondeau Sébastien Lente Dorian Mortelette Benjamin Manceau (s) | 5:32,01 | Rusland Anton Zarutskiy Aleksandr Lebedev Roman Vorotnikov Edgar Ivans Aleksandr Kulesh Dmitriy Rozinkevich Vladimir Volodenkov Denis Markelov Pavel Safonkin (s) | 5:32,76 | Polen Sebastian Kosiorek Michał Stawowski Patryk Brzeziński Piotr Buchalski Wojciech Gutorski Marcin Brzeziński Rafał Hejmej Mikołaj Burda Daniel Trojanowski (s) | 5:33,11 |
| Lichte dubbel twee LM2x | Griekenland Dimitrios Mouyios Vasileios Polymeros | 6:16,53 | Italië Lorenzo Bertini Daniele Gilardoni | 6:19,34 | Hongarije Zsolt Hirling Tamás Varga | 6:22,41 |
| Lichte vier zonder LM4- | Italië Salvatore Amitrano Fabrizio Gabriele Andrea Caianiello Armando Dell'Aquila                                                                                         | 5:58,92 | Servië Veljko Urošević Nenad Babović Goran Nedeljković Miloš Tomić                                                                                                | 6:02,31 | Tsjechië Vlastimil Čabla Vojtěch Bejblík Jiří Kopač Miroslav Vraštil Jr,                                                                                          | 6:04,92 |

### Vrouwen
| Bootklasse              | Goud | Goud    | Zilver | Zilver  | Brons | Brons   |
| Skiff W1x               | Tsjechië Miroslava Knapková | 7:27,42 | België Annick De Decker | 7:34,04 | Zwitserland Regina Naunheim | 7:35,04 |
| Twee zonder W2-         | Roemenië Georgeta Damian-Andrunache Viorica Susanu | 7:17,53 | Rusland Vera Pochitaeva Alevtina Podvyazkina | 7:19,05 | Wit-Rusland Volha Shcharbachenia Tatsiana Kukhta | 7:21,35 |
| Dubbel twee W2x         | Oekraïne Kateryna Tarasenko Yana Dementyeva | 6:55,95 | Polen Magdalena Fularczyk Natalia Madaj | 6:57,33 | Italië Gabriella Bascelli Erika Bello | 6:58,10 |
| Dubbel vier W4x         | Oekraïne Svitlana Spiriukhova Olena Olefirenko Nataliya Lialchuk Tetiana Kolesnikova                                                                                  | 6:26,54 | Rusland Olga Samulenkova Larisa Merk Oxana Dorodnova Julia Kalinovskaya                                                                                  | 6:28,20 | Roemenië Ionelia Neacşu Cristina Ilie Adelina Cojocariu Roxana Cogianu | 6:30,64 |
| Acht W8+                | Roemenië Constanța Burcică Ana Maria Apachiţei Rodica Şerban-Florea Enikő Barabás Camelia Lupaşcu Ioana Papuc Simona Muşat-Strimbeschi Doina Ignat Teodora Stoica (s) | 6:10,22 | Verenigd Koninkrijk Jo Cook Vicky Myers Georgina Menheneott Emily Taylor Rachel Loveridge Kirsty Myles Lindsey Maguire Hannah Elsy Rebecca Dowbiggin (s) | 6:12,46 | Wit-Rusland Volha Maroz Aliza Klimovich Hanna Nakhayeva Katsiaryna Yarmolich Natallia Helakh Volha Shcharbachenia Tatsiana Kukhta Yuliya Bichyk Anastasiya Katsiashova (s) | 6:22,79 |
| Lichte dubbel twee LW2x | Griekenland Chrysi Biskitzi Alexandra Tsiavou | 7:02,71 | Polen Weronika Deresz Ilona Mokronowska | 7:04,98 | Hongarije Zsófia Novák Zsuzsanna Hajdú | 7:08,80 |

## Medailleklassement
| Plaats | Land                | Goud | Zilver | Brons | Totaal |
| 1      | Griekenland         | 5    | 0      | 0     | 5      |
| 2      | Oekraïne            | 2    | 0      | 3     | 5      |
| 3      | Frankrijk           | 2    | 0      | 1     | 3      |
| 3      | Roemenië            | 2    | 0      | 1     | 3      |
| 5      | Italië              | 1    | 2      | 1     | 4      |
| 6      | Estland             | 1    | 1      | 0     | 2      |
| 7      | Tsjechië            | 1    | 0      | 1     | 2      |
| 8      | Rusland             | 0    | 3      | 0     | 3      |
| 9      | Polen               | 0    | 2      | 1     | 3      |
| 10     | Servië              | 0    | 2      | 0     | 2      |
| 11     | België              | 0    | 1      | 0     | 1      |
| 11     | Duitsland           | 0    | 1      | 0     | 1      |
| 11     | Verenigd Koninkrijk | 0    | 1      | 0     | 1      |
| 11     | Slovenië            | 0    | 1      | 0     | 1      |
| 15     | Wit-Rusland         | 0    | 0      | 3     | 3      |
| 16     | Hongarije           | 0    | 0      | 2     | 2      |
| 17     | Zwitserland         | 0    | 0      | 1     | 1      |
| Totaal | Totaal              | 14   | 14     | 14    | 42     |